# Rudolf Hartung (Schriftsteller)

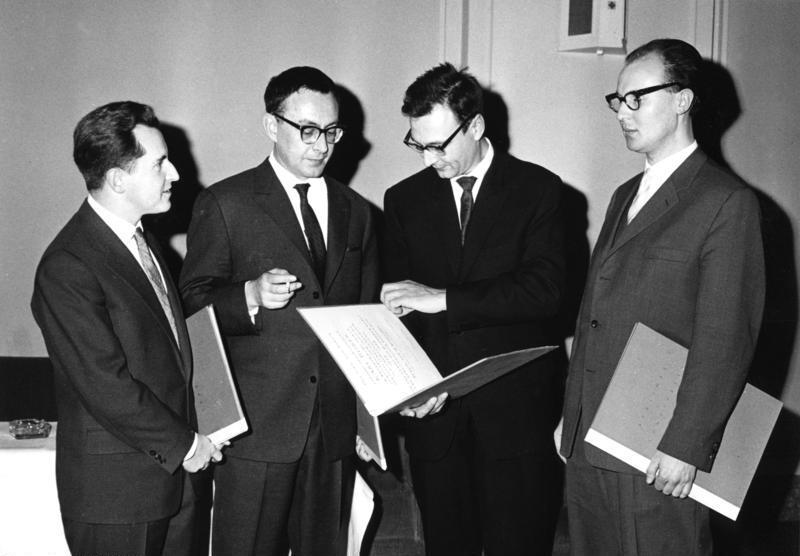
Rudolf Hartung (2. von links), 1961

Rudolf Hartung (* 9. Dezember 1914 in München; † 19. Februar 1985 in Berlin) war ein deutscher Dichter, Schriftsteller und Literaturkritiker.

## Leben und literarisches Schaffen
Hartung studierte in München Psychologie, Philosophie und Neue Deutsche Literaturgeschichte. Er zog 1955 nach Berlin und gab dort bis 1961 zusammen mit Joachim Günther die „Neuen Deutschen Hefte“ heraus. Von 1963 bis 1979 war er Mitherausgeber und Chefredakteur der Neuen Rundschau. Die „Bayerische Akademie der Schönen Künste“ würdigte ihn für die „besondere Produktivität einer herausgeberischen Leistung“ 1970 mit einem Literaturpreis.
In seinen zahlreichen literarischen Essays und Dialogen ging er bei den Interpretationen vorurteilslos oft von Briefen und Tagebüchern der Schriftsteller aus. Er setzte sich unter anderem mit den Werken von Gottfried Benn, Johannes Bobrowski, Elias Canetti, Paul Celan, James Joyce oder Franz Kafka auseinander.

## Auszeichnungen (Auswahl)
- 1961: Berliner Kunstpreis
- 1970: Großer Literaturpreis der Bayerischen Akademie der Schönen Künste
- 1972: Joseph-E.-Drexel-Preis

## Werke
- Wiederkehr der Lyrik. Kritische Dialoge 1963–1979. Hrsg. von Bernhard Albers und Reinhard. Rimbaud, Aachen 1996. ISBN 3-89086-816-9
- Elias Canetti. Ein Rezipient und sein Autor. Eine Dokumentation. Rimbaud, Aachen 1992. ISBN 3-89086-885-1
- Vor grünen Kulissen. Sämtliche Gedichte. Rimbaud, Aachen 1990. ISBN 3-89086-928-9
- In einem anderen Jahr. Tagebuchnotizen 1968–1974. Nachwort: Elias Canetti. Hanser, Wien und München 1982. ISBN 3-446-13541-3
- Kritische Dialoge. S. Fischer, Frankfurt/M. 1973. ISBN 3-10-028801-7
- Aus dem Tagebuch von Witold Gombrowicz. (Ausgewählt und herausgegeben von Rudolf Hartung). DTV, München 1966
- Hier schreibt Berlin heute. Eine Anthologie. List, München 1963
- Panorama moderner Lyrik. Gedichte d. 20. Jahrhunderts in Übersetzungen. (Herausgeber, mit Günther Steinbrinker). S. Mohn, Gütersloh 1960
- Vor grünen Kulissen. Gedichte. Kiepenheuer & Witsch, Köln und Berlin 1959
- Lyrik unserer Zeit. (Herausgeber, mit Joachim Günther). Bertelsmann, Gütersloh 1957
- Über naives und reflektiertes Erleben. München 1943

## Einzelnachweis
1. ↑  Zitat aus der Laudatio zur Preisverleihung, München 1970